# Памятник Зое и Александру Космодемьянским

Памятник Зое и Александру Космодемьянским во дворе гимназии, 2009 года

Па́мятник Зо́е и Алекса́ндру Космодемья́нским — памятник сестре и брату, героям Советского Союза, погибшим во время Великой Отечественной войны Зое и Александру Космодемьянским. Установлен на месте дома, где они жили — на улице Новоподмосковной, которая с 9 мая 1960 года носит их имя.
Открытие памятника состоялось по одним источникам в 1969 году, по другим — в 1981-м. Авторами проекта являлись скульптор Семён Андреевич Лоик и архитекторы Деминский Сергей Георгиевич и Ю. Ю. Успенский. Монумент изготовлен из красного полированного гранита. На лицевой стороне стелы в технике контррельефа вырезаны портреты Александра и Зои и посвятительная надпись: «На этом месте стоял дом где с 1933 года по 1941 год жили Герои Советского Союза Зоя и Александр Космодемьянские». В 2015 году памятник отреставрировали.
Существует другой памятник с одноимённым названием, который известен ещё как Памятник ученикам и учителям школы № 201, погибшим за Родину в годы Великой Отечественной войны. Установлен во дворе гимназии, открыт в 1981 году. Авторами проекта являлись скульптор Олег Антонович Иконников и архитектор Каро Сергеевич Шехоян. Мемориал представляет собой гранитную стену на которой высечены имена погибших. В её проёмах расположены бюсты Зои и Александра Космодемьянских. Четверо из погибших получили звание Героев Советского союза: Зоя и Александр Космодемьянские, Георгий Лашин и Павел Гражданинов.